# Frank Conroy
Frank Parish Conroy (Derby, 14 ottobre 1890 – Paramus, 24 febbraio 1964) è stato un attore britannico.
Attivo in campo teatrale, televisivo e cinematografico, ha vinto il Tony Award al miglior attore non protagonista in un'opera teatrale per la sua interpretazione in The Potting Shed a Broadway nel 1957.

## Filmografia
- La famiglia reale di Broadway (The Royal Family of Broadway), regia di George Cukor (1930)
- I demoni dell'aria (Hell Divers), regia di George W. Hill (1931)
- L'amante (Possessed), regia di Clarence Brown (1931)
- Risveglio (West of Broadway), regia di Harry Beaumont (1931)
- Grand Hotel, regia di Edmund Goulding (1932)
- Mary a mezzanotte (Midnight Mary), regia di William A. Wellman (1933)
- Volo di notte (Night Flight), regia di Clarence Brown (1933)
- Il pugnale cinese (The Kennel Murder Case), regia di Michael Curtiz (1933)
- Il gatto e il violino (The Cat and the Fiddle), regia di William K. Howard (1934)
- Le due strade (Manhattan Melodrama), regia di W. S. Van Dyke (1934)
- L'amante sconosciuta (Evelyn Prentice), regia di William K. Howard (1934)
- Angeli del dolore (The White Parade), regia di Irving Cummings (1934)
- Amore tzigano (The Little Minister), regia di Richard Wallace (1934)
- Il segreto delle piramidi (Charlie Chan in Egypt), regia di Louis King (1935)
- Il richiamo della foresta (Call of the Wild), regia di William A. Wellman (1935)
- L'angelo bianco (The White Angel), regia di William Dieterle (1936)
- Troppo amata (The Gorgeous Hussy), regia di Clarence Brown (1936)
- Il pugnale scomparso (Charlie Chan at the Opera), regia di H. Bruce Humberstone (1936)
- L'amore è novità (Love Is News), regia di Tay Garnett (1937)
- Sigillo segreto (This Is My Affair), regia di William A. Seiter (1937)
- I candelabri dello zar (The Emperor's Candlesticks), regia di George Fitzmaurice (1937)
- Musica per signora (Music for Madame), regia di John G. Blystone (1937)
- L'ultimo gangster (The Last Gangster), regia di Edward Ludwig (1937)
- The Loves of Edgar Allan Poe, regia di Harry Lachman (1942)
- Agguato sul fondo (Crash Dive), regia di Archie Mayo (1943)
- Alba fatale (The Ox-Bow Incident), regia di William A. Wellman (1943)
- Età inquieta (That Hagen Girl), regia di Peter Godfrey (1947)
- La città nuda (The Naked City), regia di Jules Dassin (1948)
- Erano tutti miei figli (All My Sons), regia di Irving Reis (1948)
- La legione dei condannati (Rogues' Regiment), regia di Robert Florey (1948)
- Il verdetto (Sealed Verdict), regia di Lewis Allen (1948)
- La fossa dei serpenti (The Snake Pit), regia di Anatole Litvak (1948)
- Il re dell'Africa (Mighty Joe Young), regia di Ernest B. Schoedsack (1949)
- Ultimatum alla Terra (The Day the Earth Stood Still), regia di Robert Wise (1951)
- I segreti di Filadelfia (The Young Philadelphians), regia di Vincent Sherman (1959)

## Doppiatori italiani
- Gaetano Verna ne La città nuda, Erano tutti miei figli
- Corrado Racca ne La fossa dei serpenti
- Mario Besesti in Ultimatum alla Terra

## Spettacoli teatrali
- Daddy's Gone A-Hunting, (Broadway 31 agosto 1921)